# Salsola halimocnemis
Salsola halimocnemis är en amarantväxtart som beskrevs av Viktor Petrovitj Botjantsev. Salsola halimocnemis ingår i släktet sodaörter, och familjen amarantväxter. Inga underarter finns listade i Catalogue of Life.